# Klawdija Alexandrowna Totschonowa

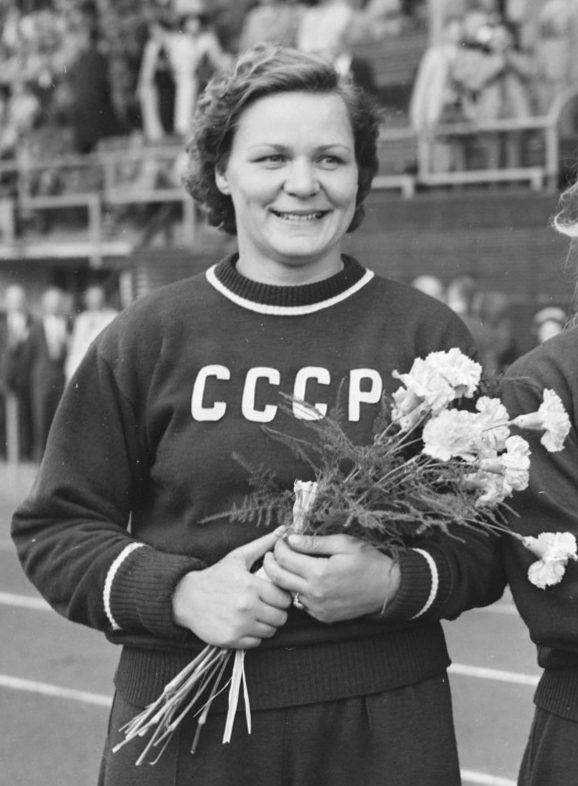
Klawdija Totschonowa (1952)

Klawdija Alexandrowna Totschonowa (russisch Клавдия Александровна Точёнова, engl. Transkription Klavdiya Tochonova; * 17. November 1921 in Kostonossowo, Oblast Twer; † 30. Mai 2004) war eine sowjetische Kugelstoßerin.
Bei den Leichtathletik-Europameisterschaften 1950 in Brüssel gewann sie Silber und bei den Olympischen Spielen 1952 in Helsinki Bronze.